# キム・スンス
キム・スンス（ハングル：김승수、漢字：金承洙、1971年7月25日 - ）は、韓国の俳優。身長181cm。体重72kg。

## 経歴・人物
- 京畿大学校体育学科を卒業し、1997年にMBCの26期タレントとしてデビュー。
- 趣味は、水泳、バスケットボール。
- 特技は、映画鑑賞、運動。
- 好きな食べ物は、明太子。
- 好きな飲み物は、酒。
- 芸能界に入る前は、居酒屋を開いていた。

## 出演

### テレビドラマ
- 愛しか分からない（1998年、MBC）
- ずっと会いたい（1998年、MBC）
- この世の果てまで（1998年、MBC）
- 心が優しくなくちゃ（1998年、MBC）
- 思い出（1998年、MBC）
- 愛のために（1998年、MBC）
- 真実のために（1998年、MBC）
- ひまわり（1998年、MBC）
- 流れるのは歳月ばかり（1999年、MBC）
- 愛の群像（1999年、MBC）
- 青春（1999年、MBC）
- バラと豆モヤシ（1999年、MBC）
- ひとりだけのあなた（1999年、MBC）
- 私の娘の愛物語（1999年、MBC）
- 地球勇士ベクターマン（1999年、KBS）
- カイスト（1999年 - 2000年、SBS） - オ・ヒョンミン役
- ホジュン～宮廷医官への道～（1999年 - 2000年、MBC） - 光海（クァンへ）君役
- バットボーイズ（2000年、MBC） - ハ・ジェヨン役
- ルーキー（2000年、SBS） - チャ・ヒョンセ役
- リメンバー（2002年、MBC） - キム・ヒョヌ役
- 妻（2003年、KBS） - ハン・サンホ役
- 恋人（2003年、SBS） - ユン・ジョンテ役
- 百万本のバラ（2003年、KBS） - オ・ヒョンギュ役
- あなたは星（2004年 - 2005年、KBS） - ミン・ジョンウ役
- 美しいあなた（2005年、KBS） - キム・ギジュン役
- 朱蒙（2006年 - 2007年、MBC） - テソ（帯素）役
- カクテキ〜幸せのかくし味〜（2007年、MBC） - チョン・ドンジン役
- 過去を問わないで（2008年、OCN） - パク刑事（パク・ヨンドク）役
- なんでウチに来たの?（2008年、SBS） - イ・ガンジェ役
- ガラスの城（2009年、SBS）- パク・ソクチン役
- よくできました（2009年、MBC） - ユ・ホナム役
- カムバック マドンナ〜私は伝説だ（2010年、SBS） - チャ・ジウク役
- 広開土太王（2011年 - 2012年、KBS） - コ・ウン（高雲）役
- 今日みたいな日なら（2011年 - 2012年、MBC） - チャン・ヘジュン役
- 欲望の仮面（2012年、SBS） - ナ・ハンジュン役
- 清潭洞＜チョンダムドン＞アリス（2012年 - 2013年、SBS） - シン・ミニョク
- 君を守る恋～Who Are You～（2013年、tvN） - パク・ウンジュン役
- 愛してもいいんじゃない（2013年 - 2014年、MBC） - カン・ソンフン役
- 家族の秘密（2014年 - 2015年、tvN） - コ・テソン役
- 客主〜商売の神〜（2015年 - 2016年、KBS） - チョン・オス役
- 雲が描いた月明り（2016年、KBS） - 王役
- 漆黒の四重奏＜カルテット＞（原題：また、初恋）（2016年 - 2017年、KBS2） - チャ・ドユン役
- キミはロボット（2018年、KBS） - ナム・ジョンウ役
- 風と雲と雨（2020年、TV朝鮮） - キム・ビョンウン役
- 夜食男女（2020年、JTBC） - イ・サンヨン役
- 暗行御史：朝鮮秘密捜査団（2020年 - 2021年、KBS） - パク・チョルギュ役
- ラブシーン・ナンバー♯（2021年、WEB）
- 王女ピョンガン 月が浮かぶ川（原題：月が浮かぶ川）（2021年、KBS） - 真興（チヌン）王役
- ショーウィンドウ:女王の家（2021年、Channel A） - チャ・ヨンフン役
- シュルプ（2022年、tvN） - パク・ギョンウ役
- 三姉弟が勇敢に（2022年 - 2023年、KBS） - シン・ムヨン役

### 映画
- 総合病院（2000年） - ユ・チャニョク役
- 情（2000年） - ソギ役
- アンサンブル（2021年）

### バラエティ番組
- HOT SPOT KOREA（2011年、旅チャンネル） - ゲスト（第1話）
- コンビ二レストラン（KBS）

### 演劇
- カルメン（2005年）

## 受賞歴
- 2006 MBC演技大賞 男性優秀賞
- 2006 KBS演技大賞 優秀演技賞